# Albinuța Maya
Albinuța Maya (germană: Die Biene Maja) este personajul principal din Aventurile Albinuței Maya, o carte germană, seria de benzi desenate și seriale de televiziune animat, în primul rând scris de Waldemar Bonsels și publicat în 1912. Cartea a fost publicată în multe alte limbi.
Poveștile gravitează în jurul un pic de albine pe nume Maya și prietenii ei Willy albina, Flip lăcusta (denumit în continuare "Maja", "Willi" și "Filip" în unele versiuni), d-na Cassandra (profesor Maya), și multe alte insecte și alte creaturi. Cartea descrie de dezvoltare Maya de la un tânăr aventuros cu un membru adult responsabil al societății de albine.
Această carte a fost adaptată în 1975, ca un anime. Poate cel mai popular și cea mai cunoscută adaptare a acestei cărți. Initial difuzat pe Televiziunea japoneză in 1975, anime a fost dublat în 42 de limbi și difuzat la televizor in diferite teritorii, inclusiv China, Australia, Germania, Irlanda, Statele Unite ale Americii, Africa de Sud, Peru, Portugalia, Canada, Belgia , Țările de Jos, Regatul Unit, Franța, Croația, America Latină, Chile, Israel, Iran, Italia, Grecia, Republica Cehă, Bulgaria, Slovenia, Republica Macedonia, Bosnia, Slovacia, Spania, Serbia, Finlanda, Polonia, Ecuador, Ungaria , Rusia, Turcia, Liban ca "Zena", Iran ca "Nikoo" (نیکو) și chiar în România.
În 2012 Studio 100 Animation a produs un serial tv adaptată din această carte care are 78 de episoade care dureaza 13 de minute. Seria a fost făcut în animație 3D, precum și o adaptare din 2014 al filmului bazat pe seria 2012 a fost lansat.